# یو (آلبوم)
یو (به انگلیسی: "I" یا "Me"، اسپانیایی: Yo) ششمین آلبوم استودیویی از هنرمند اهل رومانی اینا است، که در ۳۱ مه ۲۰۱۹ توسط گلوبال رکوردز و راک نیشن منتشر شد. اینا کار روی این آلبوم را در سال ۲۰۱۶ آغاز کرد. وی با الهام از سفر اخیر بهآمریکای لاتین، تصمیم گرفت که در این آلبوم فقط عنوان‌های زبان اسپانیایی ارائه شود. اینا در روند ترانه‌سرایی یو سهم قابل توجهی داشت و با تهیه‌کننده رومانیایی دیوید سینته در زمینه قطعه‌های آن همکاری بسیاری داشت. از نظر اشعار، اینا دربارهٔ عشق ترانه می‌خواند و چندین شخصیت زن را در طول آلبوم از دیدگاه‌های مختلف ارائه می‌دهد.